# Николаевка (Старошайговский район)
Никола́евка — село в Старошайговском районе Мордовии в составе Лемдяйского сельского поселения.

## География
Находится на расстоянии примерно 10 километров по прямой на востоко-северо-восток от районного центра села Старое Шайгово.

## История
Село возникло в конце XVII века, в 1713 году в селе Сучки (Никольское) уже значилось 50 дворов. В 1869 году было учтено как казенное село Инсарского уезда из 140 дворов. В начале XX века население исчислялось в 1850 человек, была Николаевская зимняя церковь и летняя Троицкая.

## Население
Постоянное население составляло 97 человек (русские 84 %) в 2002 году, 85 в 2010 году.